# Севиљски берберин
Севиљски берберин (итал. Il barbiere di Siviglia, ossia L'inutile precauzione, „Севиљски берберин, или узалудан опрез”) је позната комична опера у три чина и 4 слике италијанског композитора Ђоакина Росинија. Росини је имао само 24 године када је написао ово дело. Либрето је написао Ћезаре Стербини (фр. Cesare Sterbini) према Бомаршеовом (фр. Pierre-Augustin Caron de Beaumarchais) комаду.

## Лица
- Фигаро, берберин у Севиљи
- Гроф Алмавива
- Розина
- Доктор Бартоло, њен тутор
- Дон Базилио, учитељ музике
- Марселина, домаћица дон Бартола
- Фиорело, слуга грофа Алмавиве
- Наредник градске страже

## Време и место
Шпански град Севиља, средином 18. века.